# Фенько Олена Миколаївна
Оле́на Микола́ївна Фенько́ (1976—2013) — українська баскетболістка, виступала на позиції форварда. Семиразова чемпіонка України з баскетболу.

## З життєпису
Народилася 1976 року в місті Дніпропетровськ.
Вихованка дніпропетровської баскетбольної школи. 1997 року дебютувала в складі збірної України на Чемпіонаті Європи з баскетболу серед жінок та підписала контракт з лідером національної першості «Козачкою-ЗАЛК».
На фінальному турнірі Чемпіонату Європи з баскетболу серед жінок-2003 Олена показала кращий результат в команді по атакуючим передачам (15) і другий показник по кількості часу, проведеного на майданчику (186 хвилин).
Чемпіонка України:
- 1998
- 2001
- 2002
- 2003
- 2004
- 2005
- 2009 років

Срібна призерка чемпіонату України:
- 1999
- 2007 років

Бронзова призерка чемпіонату України:
- 1994
- 2008 років

Виступала за:
- БК Сталь (Дніпропетровськ) (1992—1997)
- Козачка-ЗАЛК (Запоріжжя) (1997—2005)
- Балтійська зірка (Санкт-Петербург) (2005—2006)
- Козачка-ЗАЛК (Запоріжжя) (1997—2011)

Учасниця Жіночого Євробаскету-2005, Кубка Європи ФІБА серед жінок 2006/2007 та Кубка Європи ФІБА серед жінок 2007/2008 років.
Завершила кар'єру в баскетболі через вагітність.
2 жовтня 2013 року Олена померла через серцевий напад. Лишилися чоловік Костянтин, син 2011 р.н., мама й сестра.